# Organhaftung
Unter Organhaftung versteht man die zivilrechtliche oder strafrechtliche Haftung von Organwaltern der Organe von juristischen Personen oder Personenvereinigungen für deren rechtswidriges Handeln.
Als Begründer der Organhaftungstheorie gilt Jan Wilhelm, der die Organhaftung als eine „Sorgfaltshaftung der eine organschaftliche Position innehabenden“ Organwalter ansah. Das Rechtsinstitut der Organhaftung schließt eine Gesetzeslücke, denn das deutsche Strafrecht kennt keine Strafbarkeit von Gesellschaften oder Unternehmen (lateinisch societas delinquere non potest).
Deshalb bedarf es einer Rechtsnorm, die den Umfang festlegt, in welchem Straftaten, die in der Organisationsstruktur einer Kapitalgesellschaft oder einer anderen Personenvereinigung begangen werden, dem verantwortlichen Vertreter der Gesellschaft zugerechnet werden können. Im Zivilrecht dagegen haften diese juristischen Personen oder Personenvereinigungen für entstandene Schäden, jedoch gibt es darüber hinaus auch die Möglichkeit der persönlichen Haftung der in ihren Organen tätigen Organwalter. Sie äußert sich in der Verantwortlichkeit der Organwalter für Schädigungen des Organträgers und Dritter.

## Organhaftung im Zivilrecht
Nach § 31 BGB haftet der Verein für den Schaden, den ein Mitglied des Vorstands oder ein anderer verfassungsmäßig berufener Vertreter durch eine in Ausführung der ihm zustehenden Verrichtungen begangene, zum Schadensersatz verpflichtende Handlung einem Dritten zufügt. Diese Bestimmung gilt nicht nur für Vereine, sondern für alle juristischen Personen und juristische Personen des öffentlichen Rechts (§ 89 Abs. 1 BGB). Für die Eigenschaft als „verfassungsmäßig berufener Vertreter“ genügt es, wenn ihm durch die Betriebsregelung (Arbeitsanweisung) bedeutsame wesensgemäße Funktionen der juristischen Person zur selbständigen und eigenverantwortlichen Erfüllung zugewiesen sind. Damit haftet die Gesellschaft zivilrechtlich auch für Arbeitnehmer, die nicht Organwalter sind. Die Rechtsprechung wendet § 31 BGB seit Februar 1911 auch auf Personengesellschaften (OHG, KG) an.
Die deliktische Außenhaftung der Organwalter ergibt sich aus dem Recht der unerlaubten Handlung. Sie haften persönlich und subsidiär gegenüber außenstehenden Dritten bei vorsätzlicher sittenwidriger Schädigung nach § 826 BGB, wenn der Organträger (das Unternehmen) als Haftungsschuldner – etwa durch Insolvenz – ausfällt. So entschied der BGH im Juli 2004, dass die beiden Vorstandsmitglieder der Infomatec die Aktionäre der Gesellschaft durch eine wissentlich falsche Ad-hoc-Mitteilung mit überhöhten Auftragseingängen von Kunden getäuscht hatten und deshalb Schadensersatz zahlen mussten. Allerdings ist eine Organhaftung von Vorstandsmitgliedern ausgeschlossen, wenn keine Pflichtverletzung vorliegt (§ 93 Abs. 1 Satz 2 AktG). Dies ist der Fall, wenn das Vorstandsmitglied bei einer unternehmerischen Entscheidung vernünftigerweise annehmen durfte, auf der Grundlage angemessener Information zum Wohle der Gesellschaft zu handeln. Sobald jedoch ein Organwalter einen Dritten durch aktives Tun unmittelbar schädigt und die Tatbestandsvoraussetzungen des § 823 Abs. 1 BGB erfüllt, entsteht hierfür eine persönliche Einstandspflicht.
Organhaftungen sind jedoch nicht auf unerlaubte Handlungen begrenzt, sondern erstrecken sich darüber hinaus auch auf mit Dritten geschlossene Verträge. Im Fall entschied der BGH im Dezember 1989, dass das arglistige Verschweigen eines Grundstücksmangels durch den Bürgermeister als Organwalter den Organträger (die Gemeinde) schadensersatzpflichtig macht. Das Wissen eines in einer Angelegenheit vertretungsberechtigten Organmitglieds ist als Wissen des Organs anzusehen und damit auch der juristischen Person zuzurechnen. Dies gilt auch dann, wenn das Organmitglied an dem betreffenden Rechtsgeschäft nicht selbst mitgewirkt hat. Die Wissenszurechnung kommt selbst dann in Betracht, wenn der Organvertreter von dem zu beurteilenden Rechtsgeschäft nichts gewusst hat; selbst das Ausscheiden des Organwalters aus dem Amt steht dem Fortdauern der Wissenszurechnung nicht entgegen.

## Innen- und Außenhaftung
Während die Innenhaftung mögliche Ansprüche des Organträgers gegenüber den eigenen Organwaltern betrifft, versteht man unter der Außenhaftung Schadenersatzforderungen außenstehender Dritter wie Kunden oder sonstiger Vertragspartner gegenüber dem Organträger, die durch den Organwalter verursacht wurden.

### Innenhaftung
Die Innenhaftung betrifft Pflichtverletzungen eines Organwalters gegenüber dem Organträger. Sie ist bei der Aktiengesellschaft für den Vorstand (§ 93 AktG) und den Aufsichtsrat (§§ 93, 116 AktG) geregelt, bei der SE nach § 39 SEAG für deren Verwaltungsrat und bei der GmbH für deren Geschäftsführer (§ 43 GmbH-Gesetz) kodifiziert. Für den Vorstand der Genossenschaft ist diese in § 34 GenG angeordnet, für den Aufsichtsrat in §§ 34 und 41 GenG. In § 93 Abs. 3 AktG sind neun Tatbestände aufgezählt, die als schadensersatzpflichtige Innenhaftung anzusehen sind.

### Außenhaftung
Häufig wird die Organhaftung als Außenhaftung der Organe gegenüber Dritten verstanden, doch wird sie meist lediglich in der Unternehmenskrise virulent. Ein geschädigter Dritter wird nur dann Ansprüche unmittelbar gegenüber dem Organmitglied geltend machen, wenn seine Ansprüche vom Unternehmen wegen Zahlungsunfähigkeit nicht erfüllt werden können. Deshalb kommt die Außenhaftung nur bei Insolvenz zum Zuge. Spektakulärster Fall war die Klage der Kirch-Gruppe auf Schadensersatz gegen die Deutsche Bank wegen der die Kreditwürdigkeit gefährdenden öffentlichen Einlassungen ihres Vorstandsvorsitzenden Rolf-Ernst Breuer, den der BGH im Januar 2006 gemäß § 823 Abs. 1 BGB bejahte. Insbesondere in den USA ist hingegen die Außenhaftung von wesentlich größerer Bedeutung, denn hier werden Organmitglieder zusammen mit dem Organträger als Mitbeklagte bei Sammelklagen (englisch class actions) oder auch Einzelklagen (englisch derivative actions) verklagt.

## Organhaftung im Strafrecht
Da Gesellschaften als solche nicht strafbar sind und deren Organwalter nicht die persönlichen Tatbestandsvoraussetzungen erfüllen, schließt § 14 StGB die sonst drohenden Strafbarkeitslücken. Die Organhaftung heißt im Strafrecht „Handeln für einen anderen“ und befasst sich mit der Frage, ob Straftatbestände bei der vertretenen Gesellschaft auch ihrem Organwalter zuzurechnen sind. Der Täter muss dann als Organ handeln. Durch § 14 Abs. 1 StGB, der die strafrechtliche Organhaftung zum Gegenstand hat, wird die strafrechtliche Verantwortlichkeit vom Unternehmen auf seine Organwalter übertragen. § 14 Abs. 1 Nr. 1 StGB geht davon aus, dass jedes Mitglied der Geschäftsleitung Normadressat der der Gesellschaft obliegenden Pflichten ist. Als Delikte kommen unter anderem die Veruntreuung von Arbeitsentgelt als Arbeitgeber (§ 266a StGB), Insolvenzstraftaten (§§ 283 ff. StGB), Vereitelung der Zwangsvollstreckung (§ 288 StGB), Gesellschaft als Kraftfahrzeughalter (§ 21 StVG), als Verkaufsstelle (§ 25 Ladenschlussgesetz) oder als Teilnehmer am Außenwirtschaftsverkehr (§§ 17 und 18 AWG) in Frage. Darüber hinaus gibt es noch rechtsformspezifische Straftatbestände (§ 399 AktG, § 82 GmbH-Gesetz).

### Gesellschaftsrecht
Für das Rechtsgebiet des Gesellschaftsrechts findet sich diese Regelung in § 14 Abs. 1 StGB. Diese Haftung wird bei juristischen Personen auf deren Organe, bei rechtsfähigen Personengesellschaften auf ihre vertretungsberechtigten Repräsentanten und auf gesetzliche Vertreter (Eltern, Vormund, Betreuer usw.) erstreckt.

### Arbeitsrecht
Für den Bereich des Arbeitsrechts ist die Haftungserstreckung auf den mit der Leitung des Betriebes Beauftragten in § 14 Abs. 2 StGB geregelt.

### Faktische Repräsentantenstellung
§ 14 Abs. 3 StGB stellt klar, dass es in strafrechtlicher Hinsicht auf die tatsächliche Wahrnehmung der entsprechenden Aufgaben ankommt und nicht auf die zivilrechtliche Wirksamkeit des Vertrages. Hierdurch wird die Haftung des Organs einer juristischen Person auch auf den faktischen Geschäftsführer erstreckt.

### Besondere persönliche Merkmale
Das Gesetz verwendet hier, wie auch in § 28 StGB, wo es um die strafrechtliche Verantwortung des Anstifters oder Gehilfen bei Sonderdelikten geht, den Begriff der „besonderen persönlichen Merkmale“. Dies verdeutlicht zunächst, dass auch die Regelungen des Handelns für einen anderen nur bei Sonderdelikten zur Anwendung kommen, also nur in solchen Fällen hinzugezogen werden müssen, bei denen das Gesetz eine Strafbarkeit nur für einen begrenzten Täterkreis vorsieht: Andernfalls könnte der Handelnde schließlich ohnehin wegen der in seiner Person vorhandenen Täterschaft zur Rechenschaft gezogen werden.

### Parallelvorschriften
Der strafrechtlichen Regelung der Vertreterhaftung entspricht eine korrespondierende Regelung für das Ordnungswidrigkeitenrecht in § 9 OWiG.

## Amtshaftung
In der allgemeinen Organisationslehre des öffentlichen Rechts ist die Unterscheidung zwischen dem Organ als einem institutionellen Subjekt und den wechselnden Organwaltern anerkannt. Die Amtshaftung ist die finanzielle Haftung des Staats für Schäden, die ein Organwalter in der Gerichtsbarkeit oder der Hoheitsverwaltung einem außenstehenden Rechtssubjekt rechtswidrig und schuldhaft zugefügt hat. Diese Haftung trifft zunächst den Beamten selbst (§ 839 Abs. 1 BGB), doch tritt nach Art. 34 Satz 1 GG der Staat mit befreiender Wirkung für den Beamten ein und haftet im Außenverhältnis alleine. Der Bürger, der mit der Gemeinde einen wirtschaftlich bedeutsamen Vertrag schließt und ihr dabei im Zweifel sogar erhöhtes Vertrauen entgegenbringt, darf im Prinzip nicht schlechter gestellt werden, als wenn er es mit einer einzigen natürlichen Person zu tun hätte.

## Repräsentantenhaftung
Die Rechtsprechung hat die Organhaftung zu einer so genannten Repräsentantenhaftung ausgedehnt, wonach die juristische Person nicht nur für die verfassungsmäßig berufenen Organe haftet, sondern darüber hinaus für alle diejenigen natürlichen Personen, die eigenverantwortlich einen Aufgabenbereich innerhalb der juristischen Person wahrnehmen, der normalerweise durch ein Organ wahrgenommen werden müsste. Anknüpfungspunkt ist erneut § 31 BGB, der über § 86 BGB die private Stiftung und über § 89 BGB auch die öffentlichen Stiftungen und Anstalten/Körperschaften des öffentlichen Rechts einbezieht. Darüber hinaus werden von § 31 BGB auch alle Kapital- und Personengesellschaften erfasst. Als wegweisend gilt eine Entscheidung des Reichsgerichts (RG) vom Februar 1886, das den Geschäftsführer einer OHG für eine Entschädigungsverpflichtung haftbar machte. Auch die GbR gehört seit Februar 2003 zu den Normadressaten der Organhaftung. Nicht nur alle Rechtsformen, sondern über die eigentlichen Organwalter hinaus sind auch seit Oktober 1967 alle Arbeitnehmer betroffen, denen durch die „allgemeine Betriebsregelung und Handhabung bedeutsame, wesensmäßige Funktionen der juristischen Person zur selbständigen, eigenverantwortlichen Erfüllung zugewiesen sind“.

## International
In der Schweiz sind nach Art. 54 ZGB die juristischen Personen handlungsfähig, sobald die nach Gesetz und Statuten hierfür unentbehrlichen Organe bestellt sind. Gemäß Art. 55 ZGB sind die Organe berufen, dem Willen der juristischen Person Ausdruck zu geben, für ihr Verschulden sind die handelnden Personen persönlich verantwortlich. Handlungsfähig ist nach Schweizer Recht eine juristische Person erst, wenn ihre Organe (Verwaltungsrat, Vorstand) bestimmt und in ihren Funktionen eingesetzt sind. Wenn die Organe widerrechtlich und schuldhaft handeln und Dritten Schaden zufügen, verpflichten sie damit den Organträger. Die Organmitglieder haften wiederum persönlich und solidarisch neben der juristischen Person.
Ein spektakulärer Fall liegt der in Österreich geltenden Organhaftung zugrunde. Auf einer Staatsjagd in Jugoslawien, zu der der jugoslawische Staatspräsident eingeladen hatte, erschoss am 6. November 1976 der österreichische Botschafter Alexander Otto aus Unachtsamkeit den französischen Botschafter Pierre Sebilleau, dessen Erben die Republik Österreich auf Grundlage des österreichischen Amtshaftungsgesetzes vom 18. Februar 1948 verklagten. Für den OGH haftet der Organträger Bund auch für Organhandeln im Ausland, insbesondere für Ansprüche, die aus diplomatischer oder konsularischer Vertretung stammen. Zwar erfolgte die Schädigung in Vollziehung österreichischer Gesetze, der französische Botschafter stand dabei jedoch nicht in einer öffentlich-rechtlichen Beziehung zur Republik Österreich; er kam vielmehr nur anlässlich der Ausübung seiner eigenen Amtspflichten durch einen in dieser Weise nicht beabsichtigten Kontakt in den schädigenden Wirkungsbereich des österreichischen Organs. Für den OGH haftet daher wegen der im österreichischen bürgerlichen Recht enthaltenen Verweisung auf das Recht des Unfallortes der Staat im Umfang der in Jugoslawien geltenden Schadenersatzvorschriften. Nach dem Recht des Unfallortes ist auch zu beurteilen, inwieweit französisches Recht, etwa nach dem Personalstatut für die Ansprüche wegen entgangener Unterhalts- oder Versorgungsleistungen, anzuwenden ist.